# Limnebius grandicollis
Limnebius grandicollis är en skalbaggsart som beskrevs av Thomas Vernon Wollaston 1854. Limnebius grandicollis ingår i släktet Limnebius och familjen vattenbrynsbaggar. Inga underarter finns listade i Catalogue of Life.